# Cricetulodon lucentensis
Cricetulodon lucentensis ist eine der Gattung Cricetulodon zugeordnete, ausgestorbene Art der Mäuseartigen und aus dem Oberen Miozän Spaniens bekannt.

## Körpermerkmale
Cricetulodon lucentensis besitzt in jeder Kieferhälfte drei Backenzähne.
Der erste Unterkieferbackenzahn ist etwa 2,14 Millimeter lang und 1,31 Millimeter breit,
das Anteroconid ist einfach. Der dritte Oberkieferbackenzahn und der dritte Unterkieferbackenzahn sind klein. Protocon und Protoconid sowie manchmal das Hypoconid können durch ein unterschiedlich entwickeltes Cingulum von der Zahnkante getrennt sein.

## Verbreitung, Fossilfunde und Systematik
Cricetulodon lucentensis ist aus dem mittleren Turolium Spaniens vor 7,75 bis 7,0 Millionen Jahren bekannt.
Das Typusexemplar mit der Inventarnummer RGM 404677 ist der erste Backenzahn einer rechten Unterkieferhälfte.
Dieses sowie zwei weitere Exemplare wurden bei Crevillente (38° 15′ N, 0° 48′ W) in der Provinz Alicante entdeckt.
Matthijs Freudenthal, José Ignacio Lacomba und Elvira Martín-Suárez beschreiben die Art 1991 als Neocricetodon lucentensis.
Freudenthal und Mitarbeiter (1998) ordnen sie der Gattung Cricetulodon zu.